# NGC 2903
NGC 2903 (také označovaná NGC 2905) je spirální galaxie s příčkou v souhvězdí Lva. Objevil ji William Herschel 16. listopadu 1784.
Dřívější odhady udávaly její vzdálenost od Země na přibližně 20 milionů světelných let, ale novější odhady se blíží hodnotám přes 30 milionů světelných let.
Patří mezi nejjasnější galaxie severní polokoule.

## Pozorování
Na obloze leží 1,5° jižně od hvězdy Alterf (λ Leo) s magnitudou 4,3 a díky své velké jasnosti je galaxie pozorovatelná i větším triedrem jako drobná mlhavá skvrnka protáhlá severojižním směrem.

## Historie pozorování
Galaxii objevil William Herschel 16. listopadu 1784 a jasné hvězdotvorné oblasti severovýchodně od jádra vyhradil samostatný popis, jako by se jednalo o dva objekty. V katalogu NGC pak dostala galaxie označení NGC 2903 a hvězdotvorná oblast je v něm označená NGC 2905. Je zvláštní, že takto jasnou galaxii neobjevil Charles Messier, zejména když kolem ní těsně procházela druhá kometa roku 1760 a také komety roku 1762 a 1771. Její objev tak byl ponechán Herschelovi.

## Vlastnosti
Tato galaxie se v mnoha ohledech podobá Mléčné dráze. Například její odhadovaný rozměr 80 000 světelných let je jen o trochu menší než rozměr Mléčné dráhy, ale na rozdíl od ní je mnohem mladší a místo kulových hvězdokup má otevřené hvězdokupy tvořené jasnými hmotnými hvězdami.
Středová oblast galaxie vykazuje výjimečně vysokou míru tvorby hvězd. Ta je soustředěná do prstence obepínajícího jádro, který má průměr o něco větší než 600 parseků a kromě velkého počtu jasných mladých hvězd obsahuje také emisní mlhoviny se svítivostí srovnatelnou s mlhovinou Tarantule. Tyto oblasti výrazně září v rádiové, infračervené, ultrafialové a rentgenové oblasti elektromagnetického spektra.
Kolem galaxie obíhají přinejmenším tři satelitní galaxie.